# Felix Bloch Erben
Der Verlag Felix Bloch Erben GmbH & Co. KG ist ein deutscher Theaterverlag und nach eigenen Angaben der älteste deutsche Bühnenverlag. Sein Sitz ist Berlin.

## Geschichte
Felix Bloch Erben wurde 1849 von Waldemar Bloch, Vater des später namensgebenden Felix Bloch, gegründet, der in diesem Jahr in das Theater-Vereins-Büro C. Klose in Berlin eintrat und dieses samt angegliederter „Theatervereinszeitung“ kurze Zeit später übernahm. Damals verstand man unter Theater-Vereins-Büro eine Agentur, die sowohl dramatische und musikalische Werke verlegte, als auch als Schauspieleragentur tätig war. Die von Waldemar Bloch 1849 übernommene „Theatervereinszeitung“ entwickelte sich schnell zu einem der wichtigsten Mitteilungsblätter der deutschsprachigen Theaterwelt, 1862 erhielt sie den für das Verlagsmagazin bis heute gebräuchlichen Namen charivari.
Nach Waldemar Blochs Tod übernahm Felix Bloch das Unternehmen, nach Felix Blochs Tod 1887 dessen Witwe, bald darauf dann Adolf Sliwinski (1858–1916), der die Witwe Felix Blochs geheiratet hatte. Es folgte Ernst Bloch (1878–1923). Nach dessen Tod erbten seine Witwe und die Tochter Lotte Volkmer (1915–2014) den Verlag, später wurde er von Fritz Wreede geführt.
Mit der Spielzeit 2021/2022 übernahm Felix Bloch Erben den Karl Mahnke Theaterverlag.

## Tätigkeiten
Der Verlag vertritt im Sprechtheater Autoren und Werke aller Gattungen, im musikalischen Bereich dominieren Operette und Musical.
| - Gerhart Hauptmann - Paul Claudel - Friedrich Dürrenmatt - Georg Kaiser - Hans Fallada - Curth Flatow - Horst Pillau - Arnold und Bach - Anja Hilling - Jan Liedtke - Xavier Durringer - Conor McPherson - Martina Clavadetscher - Arne Lygre - Edith Jeske - Die lustige Witwe - Im weißen Rössl - Das Feuerwerk - Cabaret - Kiss Me, Kate - Der Mann von La Mancha - Girl Crazy - The Black Rider - Hedwig and the Angry Inch - Maske in Blau - Saison in Salzburg |